# Amar Moumene
Amar Moumene (ur. 1998) – algierski zapaśnik walczący w stylu klasycznym. Srebrny medalista mistrzostw Afryki w 2024, a także mistrzostw arabskich w 2024. Wicemistrz Afryki juniorów w 2017 i 2018 roku.